# Colonia Renacimiento, Xochistlahuaca
Colonia Renacimiento är en ort i Mexiko.   Den ligger i kommunen Xochistlahuaca och delstaten Guerrero, i den sydöstra delen av landet, 300 km söder om huvudstaden Mexico City. Colonia Renacimiento ligger 478 meter över havet och antalet invånare är 1 290.
Terrängen runt Colonia Renacimiento är huvudsakligen kuperad, men norrut är den bergig. Runt Colonia Renacimiento är det ganska glesbefolkat, med 50 invånare per kvadratkilometer. Närmaste större samhälle är Tlacoachistlahuaca, 13,7 km väster om Colonia Renacimiento. Omgivningarna runt Colonia Renacimiento är en mosaik av jordbruksmark och naturlig växtlighet.